# 香港寒冷天氣警告

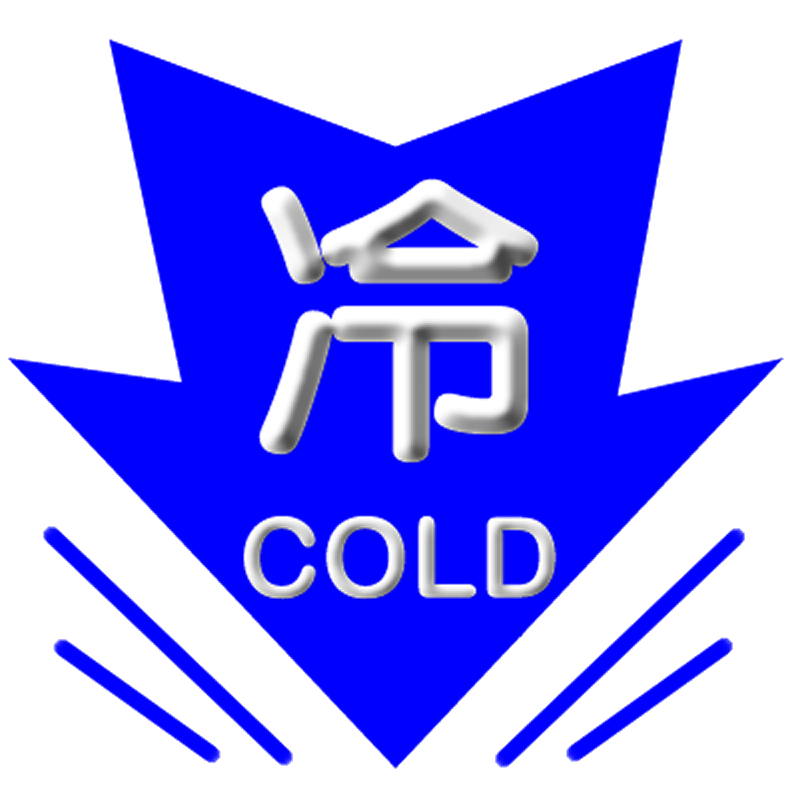
寒冷天氣警告

寒冷天氣警告 （英語：Cold Weather Warning）是香港天氣寒冷或預料寒冷時（最低氣溫達12℃或以下），由香港天文台發出的警告信號。
寒冷天氣警告系統獨立於其他氣象警告，可以與其他警告同時生效（例如強烈季候風信號、火災危險警告、霜凍警告及雷暴警告），但不會和與其相反的警告——酷熱天氣警告同時生效。而與熱帶氣旋警告信號、暴雨警告信號、山泥傾瀉警告及新界北部水浸特別報告同時生效的機會甚微（但仍有可能），因為香港的冬季不是風季和雨季，加上天氣寒冷時，甚少出現惡劣天氣。
寒冷天氣警告制定於1999年，發出警告目的是及早提醒市民本港將會受到寒冷天氣影響，呼籲市民提高警惕，預防因嚴寒引起體溫過低。寒冷天氣警告發出後，信息會透過香港的電台、電視台及天文台網頁向市民廣播。若有需要，天文台還會舉行新聞發佈會，提醒市民作出適當措施。若天氣持續寒冷，天文台會在警告生效期間，繼續發出特別報告提醒市民應注意的事項。
而在寒冷天氣警告設立前，天文台曾在1993年設立「安全使用氣體熱水爐預警」（Gas Heater Alert），並在寒冷天氣出現時發出，以提醒市民使用熱水爐時要保持空氣流通。但後來香港立法禁止在浴室使用無煙道式熱水爐，理論上已不會再發生浴室一氧化碳中毒的意外，所以警告後來被廢除，最後一次是在2000年2月24日至3月2日發出。而現時寒冷天氣警告的天氣稿亦會不時提醒市民相關事項：「不論氣溫多少，當使用舊式氣體燃料熱水爐時，要確保室內有大量清新空氣」。
雖然天文台定義「冬季」為每年12月至翌年2月，但因寒冷天氣亦會在秋末或春初出現，故此以下「冬季」廣義上指每年11月至翌年4月。

## 現行寒冷天氣警告系統
1999年12月19日凌晨3時10分首次發出，直至2025年4月，共發出了167次。當香港市區或廣泛地區的最低氣溫預料降至12℃或以下便會發出。而12℃並非硬指標，天文台亦會考慮其它天氣因素（如相對濕度、風向及風速等）而發出警告。而天文台亦較常在下午4時20分發出警告，主要原因是預測冷空氣會在夜間抵達。

## 寒冷天氣警告頻率及生效日數
| 年份 | 發出次數 | 生效日數 | 寒冷天氣日數 | 嚴寒天氣日數 |
| --- | -------- | -------- | ------------ | ------------ |
| 1999年 | 2        | 8        | 11           | 2            |
| 2000年 | 7        | 28       | 17           | -            |
| 2001年 | 7        | 22       | 7            | -            |
| 2002年 | 5        | 18       | 11           | 1            |
| 2003年 | 7        | 18       | 8            | -            |
| 2004年 | 6        | 28       | 21           | -            |
| 2005年 | 11*      | 46       | 27           | 1            |
| 2006年 | 5        | 20       | 14           | -            |
| 2007年 | 5        | 16       | 9            | -            |
| 2008年 | 8*       | 48       | 32           | -            |
| 2009年 | 6*       | 34       | 22           | -            |
| 2010年 | 8        | 30       | 21           | 1            |
| 2011年 | 9*       | 52       | 25           | -            |
| 2012年 | 10       | 41       | 21           | -            |
| 2013年 | 6*       | 28       | 14           | -            |
| 2014年 | 11*      | 39       | 21           | -            |
| 2015年 | 3*       | 15       | 7            | -            |
| 2016年 | 8        | 37       | 21           | 3            |
| 2017年 | 4        | 18       | 9            | -            |
| 2018年 | 5        | 29       | 21           | 1            |
| 2019年 | 1*       | 7        | 1            | -            |
| 2020年 | 5        | 20       | 11           | -            |
| 2021年 | 3*       | 18       | 13           | -            |
| 2022年 | 5        | 25       | 13           | -            |
| 2023年 | 6        | 23       | 14           | -            |
| 2024年 | 7        | 19       | 11           | 2            |
| 2025年 | 7        | 24       | 6            | -            |
| 總數 | 167      | 684      |              |              |
| 年平均 | 6.32     | 26.08    |              |              |
| 註釋： 1. 2. - *：當中由上一年發出至當年取消的一次並沒有計算在內。 - 1999年有4日的寒冷天氣日是在寒冷天氣警告設立前錄得。 - 以上資料截至2025年4月1日。 |          |          |              |              |

| 冬季                                      | 發出次數 | 生效日數 | 寒冷天氣日數 | 嚴寒天氣日數 |
| ----------------------------------------- | -------- | -------- | ------------ | ------------ |
| 1999-2000年                               | 7        | 31       | 23           | 2            |
| 2000-2001年                               | 6        | 16       | 5            | -            |
| 2001-2002年                               | 6        | 21       | 9            | -            |
| 2002-2003年                               | 8        | 22       | 11           | 1            |
| 2003-2004年                               | 6        | 28       | 19           | -            |
| 2004-2005年                               | 8        | 38       | 24           | 1            |
| 2005-2006年                               | 8        | 29       | 20           | -            |
| 2006-2007年                               | 5        | 17       | 9            | -            |
| 2007-2008年                               | 5        | 41       | 32           | -            |
| 2008-2009年                               | 6        | 27       | 14           | -            |
| 2009-2010年                               | 9        | 36       | 23           | -            |
| 2010-2011年                               | 9        | 53       | 26           | 1            |
| 2011-2012年                               | 10       | 41       | 23           | -            |
| 2012-2013年                               | 6        | 19       | 8            | -            |
| 2013-2014年                               | 8        | 42       | 25           | -            |
| 2014-2015年                               | 8        | 26       | 11           | -            |
| 2015-2016年                               | 8        | 38       | 22           | 3            |
| 2016-2017年                               | 4        | 15       | 7            | -            |
| 2017-2018年                               | 5        | 31       | 22           | 1            |
| 2018-2019年                               | 1        | 6        | 3            | -            |
| 2019-2020年                               | 3        | 17       | 8            | -            |
| 2020-2021年                               | 5        | 23       | 14           | -            |
| 2021-2022年                               | 3        | 19       | 10           | -            |
| 2022-2023年                               | 7        | 22       | 13           | -            |
| 2023-2024年                               | 6        | 25       | 16           | 2            |
| 2024-2025年                               | 10       | 28       | 7            | -            |
| 總數                                      | 167      | 684      |              |              |
| 年平均                                    | 6.42     | 26.31    |              |              |
| 註釋： 1. 2. - 以上資料截至2025年4月1日。 |          |          |              |              |

## 寒冷天氣警告之最
註：以下紀錄截至2022年。
- 生效時間最長：2008年1月24日15:00至2月18日09:30，持續594小時半（24日18小時半），同時亦為生效時間最長的單一天氣警告（詳見2008年港澳的持續寒潮）。
- 生效時間最短：2022年12月31日06:05至11:45，持續5小時40分鐘。
- 最多日數發出警告的冬季：2010至2011年冬季，共有53日發出。
- 最多次數發出警告的冬季：2011至2012年冬季及2024至2025年冬季，各發出10次。
- 最少日數及次數發出警告的冬季：2018至2019年冬季，只有6日及1次發出。
- 最多日數發出警告的年份：2011年，共有52日發出。
- 最多最高氣溫在10度以下日數：設立寒冷天氣警告後為2014年2月，共有2日。
- 最多次數發出警告的年份：2005年及2014年，各有11次（當中由前一年年尾發出至跨年生效並沒有計算在內）。
- 最少日數及次數發出警告的年份：2019年，只有7日及1次發出（當中由前一年年尾發出至跨年生效並沒有計算在內）。
- 入冬以來最早首次發出警告：2009年11月16日16:20至11月19日11:30，持續67小時10分鐘（2日19小時10分鐘），打破2008年11月28日的紀錄，亦是16年來首次於11月中旬錄得低於12℃及第2次在11月發出此警告。
- 入冬以來最晚首次發出警告：2007年12月30日16:20至2008年1月4日09:45，持續113小時25分鐘（4日17小時25分鐘）。
- 入冬以來最早末次發出警告：2018年12月28日20:00至2019年1月2日16:20，持續116小時20分鐘（4日20小時20分鐘）。
- 入冬以來最晚末次發出警告：2007年4月3日21:30至4月4日11:45，持續14小時15分鐘，是首次於4月發出此警告。
- 入冬以來天文台總部最早首次錄得寒冷天氣[3]：1981年11月9日，錄得11.3℃；而寒冷天氣警告設立後則是2009年11月17日，錄得10.5℃。
- 入冬以來香港全境最早首次錄得寒冷天氣[3]：2022年10月10日在大帽山，錄得11.9℃。
- 入冬以來天文台總部最晚首次錄得寒冷天氣[3]：2020年1月27日，錄得11.5℃；亦是寒冷天氣警告設立以來，唯一一個冬季沒有在12月出現寒冷日。
- 入冬以來天文台總部最早末次錄得寒冷天氣[3]：2019年1月1日，錄得11.4℃。
- 入冬以來天文台總部最晚末次錄得寒冷天氣[3]：1925年4月9日，錄得11.3℃；而寒冷天氣警告設立後則是2016年3月25日，錄得11.6℃。
- 入冬以來香港全境最晚末次錄得寒冷天氣[3]：2006年5月14日在大帽山，錄得11.6℃。
- 入冬以來天文台總部最早首次錄得嚴寒天氣[4]：1922年11月26日，錄得6.5℃；而寒冷天氣警告設立後則是2010年12月17日，錄得5.8℃。
- 入冬以來香港全境最早首次錄得嚴寒天氣[4]：2010年10月28日在大帽山，錄得5.7℃。
- 入冬以來天文台總部最晚首次錄得嚴寒天氣[4]：1936年3月4日，錄得6.9℃；而寒冷天氣警告設立後則是2018年2月1日，錄得6.8℃。
- 入冬以來天文台總部最早末次錄得嚴寒天氣[4]：1922年11月27日，錄得6.7℃；而寒冷天氣警告設立後則是2010年12月17日，錄得5.8℃。
- 入冬以來天文台總部最晚末次錄得嚴寒天氣[4]：1936年3月6日，錄得6.7℃；而寒冷天氣警告設立後則是2018年2月1日，錄得6.8℃。
- 入冬以來香港全境最晚末次錄得嚴寒天氣[4]：2001年4月12日在大帽山，錄得5.6℃。
- 天文台總部錄得的最低氣溫：1893年1月18日，錄得0℃；而寒冷天氣警告設立後則是2016年1月24日下午3時40分，錄得3.1℃，是天文台自1957年以來錄得的最低氣溫，並列天文台總部設立以來的第3低溫，當日大帽山更錄得-6℃低溫，成為香港境內歷年錄得最低的氣溫（詳見2016年北半球寒潮）。
- 自設立寒冷天氣警告以來，天文台總部錄得最低氣溫但沒有發出寒冷天氣警告：2007年1月24日，錄得11.8°C。
- 天文台總部錄得的「最低日最高氣溫」：1893年1月16日，錄得3.2℃；而寒冷天氣警告設立後則是2016年1月24日，錄得7.1℃。
- 天文台總部錄得的最低日平均氣溫：1893年1月16日，錄得1.8℃；而寒冷天氣警告設立後則是2016年1月24日，錄得4.9℃。
- 最多寒冷天氣日數的年份[3]：1967年，共有48日；而寒冷天氣警告設立後則是2008年，共有32日。
- 最少寒冷天氣日數的年份[3]：2019年，只有1日。
- 最多寒冷天氣日數的冬季[3]：1884至1885年冬季，共有51日；而寒冷天氣警告設立後則是2007至2008年冬季，共有32日。
- 最少寒冷天氣日數的冬季[3]：2018至2019年冬季，只有3日。
- 最長連續寒冷天氣日數[3]：1968年2月1日至2月27日，共持續27日；而寒冷天氣警告設立後則是2008年1月24日至2月16日，共持續24日（詳見2008年港澳的持續寒潮）。
- 最多嚴寒天氣日數的年份[4]：1893年、1951年、1955年及1956年，各有6日；而寒冷天氣警告設立後則是2016年，共有3日。（詳見2016年北半球寒潮）
- 最多嚴寒天氣日數的冬季[4]：1892至1893年、1950至1951年、1954至1955年、1973至1974年及1976至1977年冬季，各有7日；而寒冷天氣警告設立後則是2015至2016年冬季，共有3日（詳見2016年北半球寒潮）。
- 最長連續嚴寒天氣日數[4]：1893年1月14日至1月19日，共持續6日；而寒冷天氣警告設立後則是2016年1月23日至1月25日，共持續3日（詳見2016年北半球寒潮）。

## 爭議
由於市區受熱島效應及九龍以北的狹長山脈（如大帽山、獅子山等）地形屏蔽影響，來自北方的冷空氣可能完全影響新界而未完全滲入香港市區。即使新界內陸和北部地區天氣寒冷甚至嚴寒（7℃或以下），天文台預測市區最低氣溫13℃或以上而不發出寒冷天氣警告的情況仍時有發生；更有數次是預測保守導致最終失誤，天文台需於凌晨急發寒冷天氣警告。2011年12月2日，在一股冬季季候風影響下，香港氣溫在黃昏前已開始下降，午夜前已降至預計的最低氣溫13℃，可以肯定12月3日早上天氣寒冷，但天文台在當天凌晨1時20分才發出寒冷天氣警告，在當天更有7人凍死。類似情況於2014年12月13日、2016年1月18日及2022年12月31日再次發生，天文台更要到凌晨4時許才發出寒冷天氣警告。而2022年12月31日更要到早上6時許才發出寒冷天氣警告。
亦有不少意見指（特別是2016年北半球寒潮後）出天文台應該參考中國國家氣象中心和歐洲氣象中心所制定的寒冷預警級別，再把香港各區寒冷程度如高地山區、新界北部內陸及港九市區等地發佈不同程度的寒冷預警，以令各區市民可以更容易掌握自己身處位置的天氣和氣溫，並能按照寒冷程度穿着足夠的禦寒衣物。

## 外部連結
- 寒冷及酷熱天氣警告 - 香港天文台 （页面存档备份，存于）
- 香港天文台警告及信號資料庫 - 寒冷天氣警告 （页面存档备份，存于）
- 香港天文台－寒冷天氣警告狀況 （页面存档备份，存于）
- 自1884年(除1940-1946年外)香港天文台錄得的寒冷天氣日數 （页面存档备份，存于）
- YouTube上的酷熱天氣警告及寒冷天氣警告
- YouTube上的寒冷天氣警告的歷史資料
- 氣象冷知識
  - YouTube上的風寒效應
  - YouTube上的秋冬「潮」流
  - YouTube上的寒冷天氣警告
  - YouTube上的「寒冷天氣警告」幾時生效呀？